# Scalibregma wireni
Scalibregma wireni är en ringmaskart som beskrevs av Furreg 1925. Scalibregma wireni ingår i släktet Scalibregma och familjen Scalibregmatidae. Inga underarter finns listade i Catalogue of Life.